# Bataille de Cologne (716)
Guerre civile des Francs
Batailles
La bataille de Cologne a été menée près de la ville de Cologne en Austrasie (maintenant partie de l'Allemagne), au début de l'année 716. Cette bataille est connue pour être le premier affrontement de Charles Martel et l'unique défaite de sa vie. 

## Bataille

### Contexte
En 716, le roi de Neustrie, Chilpéric II, et son maire du palais Raganfred envahissent l'Austrasie pour imposer leur autorité aux deux factions concurrentes : celle de Théodebald et Plectrude, respectivement  petit-fils (et héritier désigné) et veuve de Pépin de Herstal, et celle de Charles Martel, fils bâtard de Pépin emprisonné par Plectrude à Cologne en 715. 

### Déroulé
Après la bataille de Compiègne, Charles s'évade de prison et est proclamé maire du palais d'Austrasie. Simultanément, Radbod Ier, roi des Frisons, s'allie aux Neustriens et envahit l'Austrasie. 
Tandis que Plectrude et Théodebald s'enferment à Cologne, Charles réuni à la hâte une armée et se lance contre Radbod mais, mal préparé, il est vaincu et obligé à fuir dans les montagnes de l'Eifel, au sud de Cologne. 
Chilpéric et Ragenfred assiègent Cologne, tenue par Plectrude, qui capitule après un court siège. 
Les Neustriens soumettent Plectrude à reconnaître Chilpéric comme roi des Francs. 

### Suite
Une fois dans les montagnes de l'Eifel, Charles commence à rassembler ses partisans, et se prépare à combattre. Pendant que l'armée de Chilpéric retourne triomphalement de Cologne, il les poursuit pour les vaincre sur la rive de l'Amblève. 